# Abrechen (München)
Der Abrechen war ein Wasserbauwerk zum Auffangen von Triftholz in München.

## Lage
Der Abrechen lag im Lehel am Abzweig des Triftkanals von der Isar. Er führte von einer Stelle, die heute zwischen Mariannenbrücke und Praterwehrbrücke liegt, vom linken Ufer der Isar aus über die Große Isar zu der später Praterinsel genannten Isarinsel.

## Geschichte
Der Abrechen wurde 1582–1587 erbaut. Er diente als Auffanggitter für Brennholz, das isaraufwärts geschlagen und mittels Holztrift isarabwärts transportiert wurde. Das am Abrechen aufgefangene Holz wurde in den Triftkanal gezogen und über diesen in den herzoglichen Holzgarten weitergeflößt und dort gelagert. Für den Bau bestimmtes Holz wurde dagegen zu Flößen zusammengebunden, die an der Unteren Lände anlegten und dort auseinandergenommen wurden.
Nach dem Bau der Röhrenbrücke wurde der Abrechen auch dafür genutzt, die Wasserleitung vom Brunnhaus im Haidhausener Brunnthal zur Residenz über die Große Isar zu führen.
Wie die Röhrenbrücke war auch der Abrechen mit einem Fußgängersteg versehen, der zwar für Fußgänger passierbar war, aber dessen Zugang versperrt war. 1744 gelang es österreichischen Soldaten, über die Röhrenbrücke und den Abrechen auf die linke Isarseite zu gelangen und so auch die Isarbrücke zu erobern.
1814/15 wurde der Abrechen abgerissen und neu gebaut. Dabei wurde die Staufunktion durch die weiter stromabwärts erbaute Praterwehrbrücke übernommen. Der neue Abrechen war ein Holzsteg mit sieben Jochen. Er hatte einen beweglichen Rechen, der je nach Holzmenge und Wasserhöhe verstellt werden konnte.
Nach dem Einstellen der Trift 1870 wurde der Abrechen endgültig abgerissen.